# Megaelosia lutzae
Espèce
Statut de conservation UICN

 DD  : Données insuffisantes
Megaelosia lutzae est une espèce d'amphibiens de la famille des Hylodidae.

## Répartition
Cette espèce est endémique du parc national d'Itatiaia dans l'État de Rio de Janeiro au Brésil. Elle est présente entre 500 et 1 000 m d'altitude,.

## Étymologie
Cette espèce est nommée en l'honneur de Bertha Lutz.

## Publication originale
- Izecksohn & Gouvêa, 1987 "1985" : Nova espécie de Megaelosia, de Itatiaia, Estado do Rio de Janeiro (Amphibia, Anura, Leptodactylidae). Arquivos da Universidade Federal Rural do Rio de Janeiro, vol. 8, no 1/2, p. 17–22.